# Нагорное (Минская область)
Нагорное (бел. Нагорнае) — агрогородок в Клецком районе Минской области Белоруссии. В составе Краснозвёздовского сельсовета. До 2013 года Нагорное было центром Нагорновского сельсовета (в 2013 году упразднён).

## География
Нагорное находится в 13 км юго-восточнее райцентра города Клецк. Через село проходит автодорога Р43 на участке Синявка — Слуцк, прочие дороги ведут в окрестные деревни. По западной окраине протекает небольшая река Балванка, приток реки Лань.

## История
28 июня 2013 года Нагорное передано из состава упразднённого Нагорновского сельсовета в состав Краснозвёздовского сельсовета.

## Культура
- Нагорновский сельский клуб

## Достопримечательности
- Крестовозвиженский католический храм. Построен в 1936 году в неоготическом стиле на католическом кладбище, в период когда Нагорное входило в состав межвоенной Польши. Храм занесён в Государственный список историко-культурных ценностей Республики Беларусь[2].
- Спасо-Преображенская православная часовня. Построена из дерева на православном кладбище, вероятно, в конце XIX века.

## Галерея

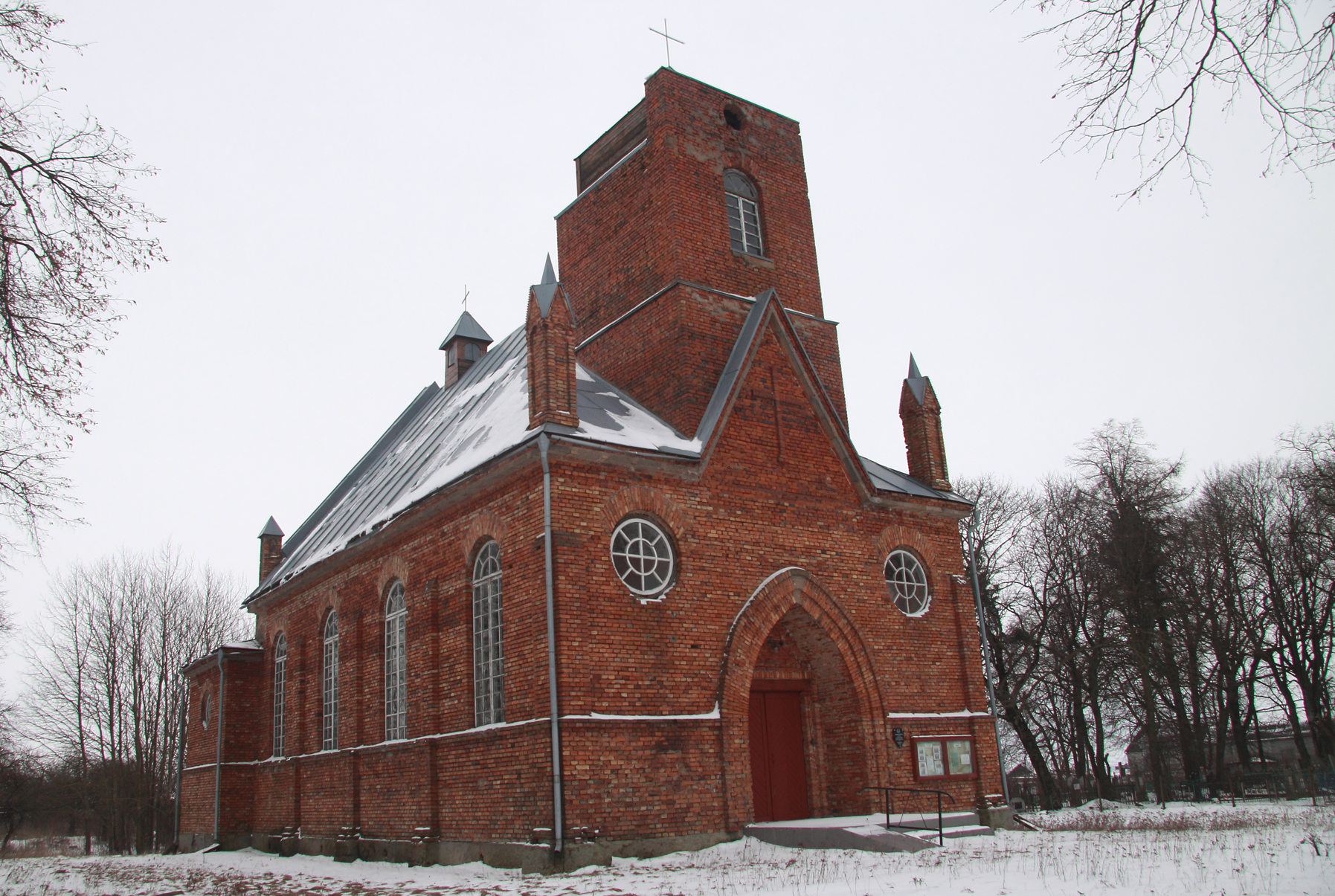
Крестовозвиженский костёл
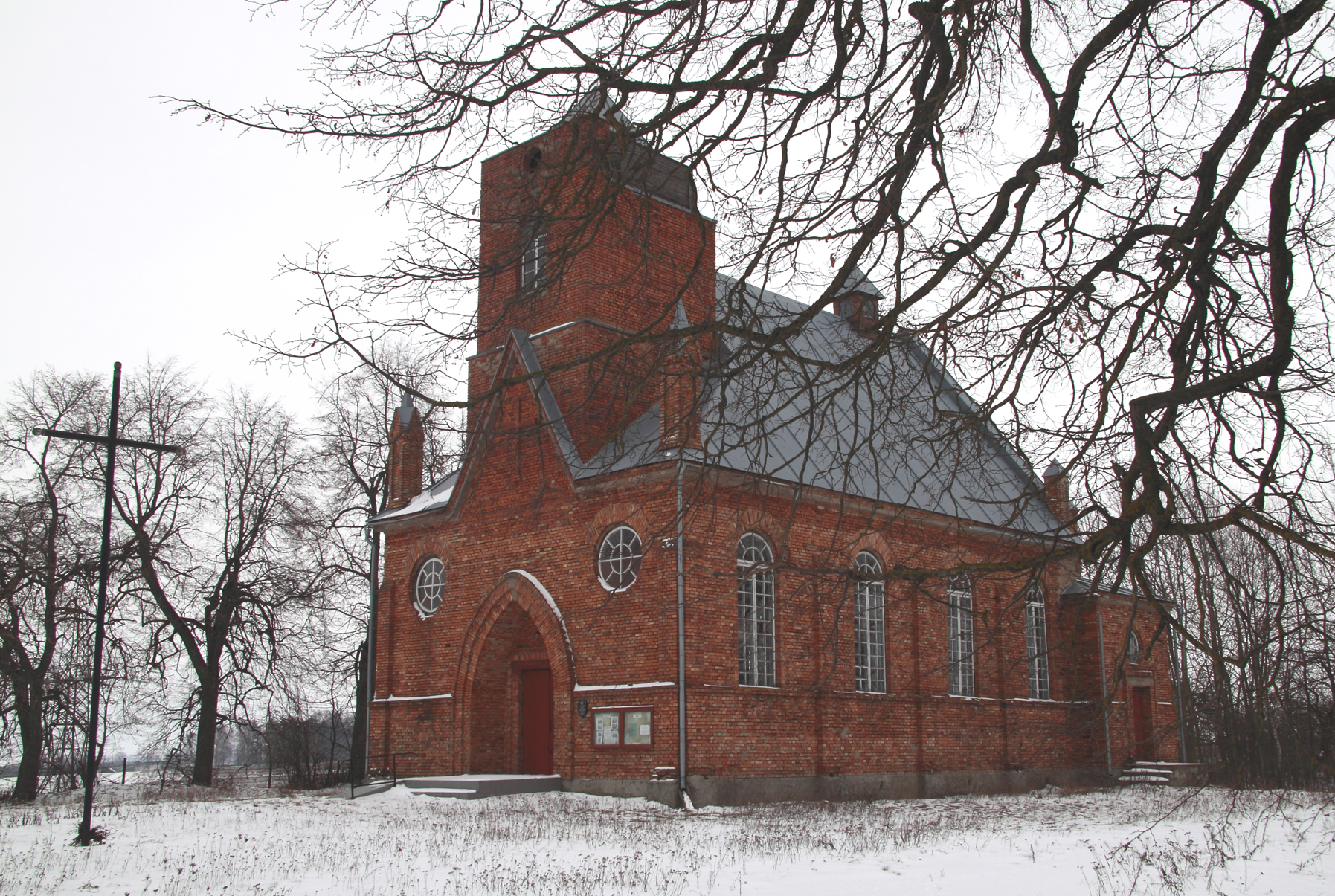
Крестовозвиженский костёл
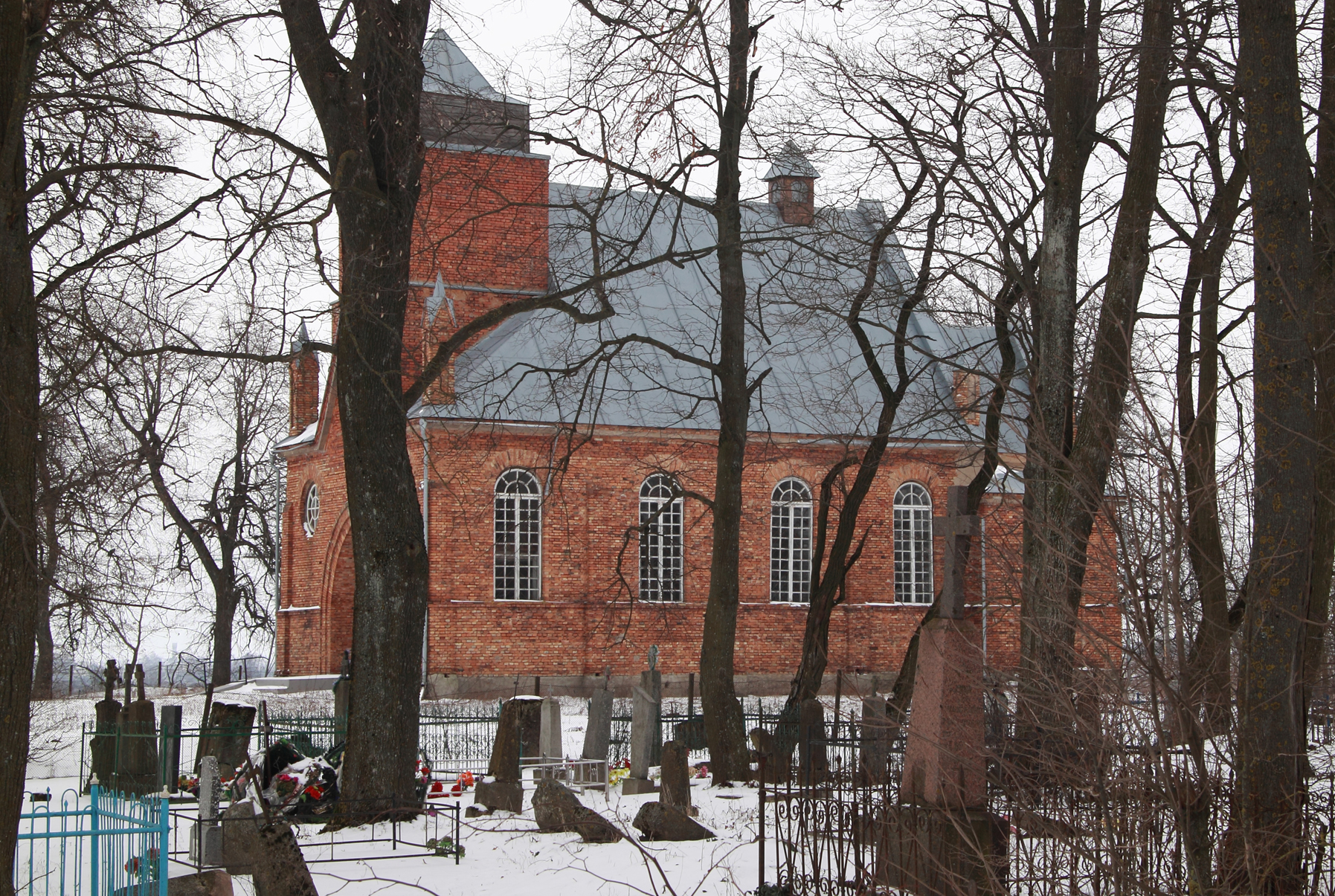
Католическое кладбище
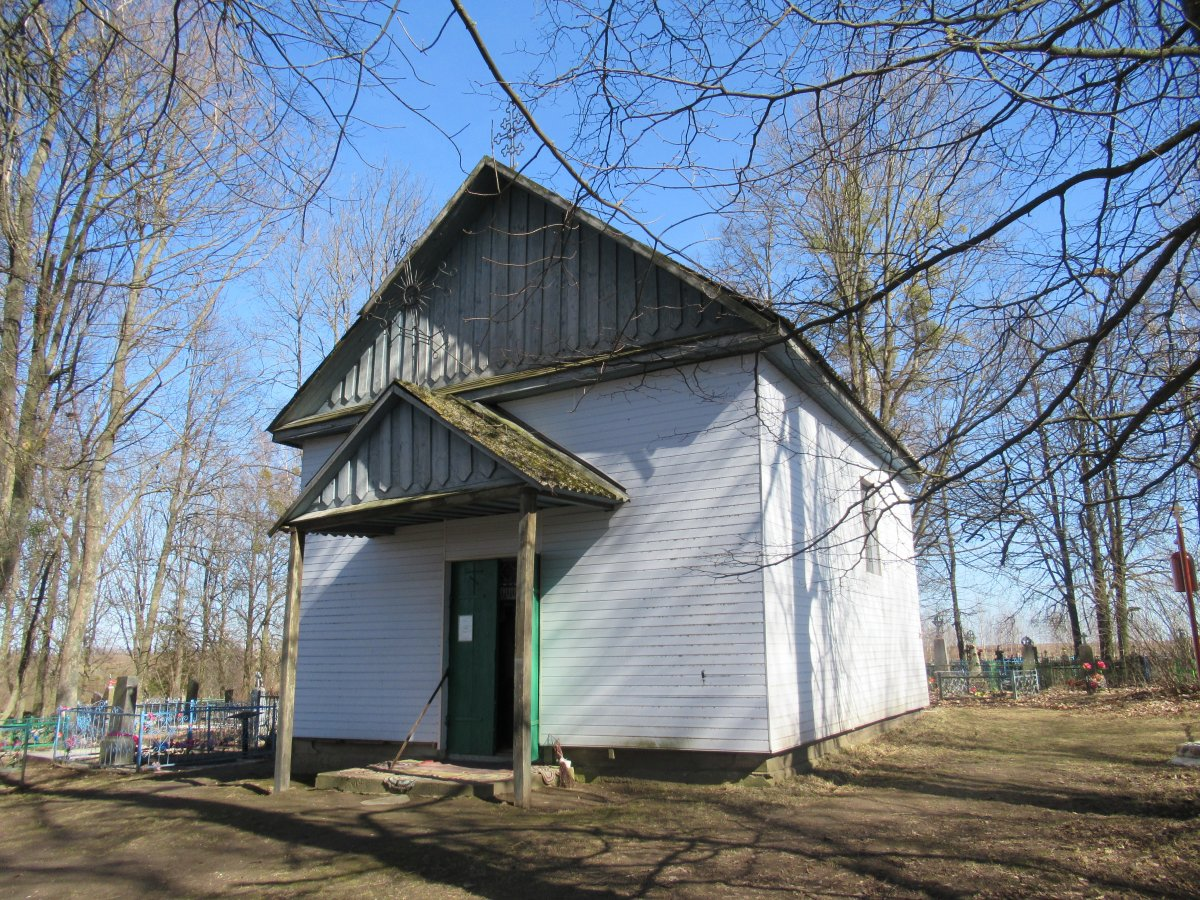
Спасо-Преображенская часовня